# Période gustavienne
1772 – 1809
(36 ans, 6 mois et 10 jours)
La Période gustavienne (en suédois : Gustavianska tiden) est une période de l'histoire de la Suède qui s'étant de 1772 à 1809. La période comprend le règne de Gustave III puis de son fils Gustave IV Adolphe. Elle débute avec le coup de majesté de Gustave III en 1772, soit un an après son avènement, et se termine par la destitution de Gustave IV Adolphe lors de la guerre de Finlande en 1809. La période est marquée par un retour d'une forme de monarchie absolue, système ayant disparue de Suède depuis 1721.

## Coup de Majesté et réformes
Durant l'ère de la liberté, un courant pro-absolue existe en Suède. La situation géopolitique est complexe. En effet, la Suède s'est inclinée face à la Russie en 1743 et durant la guerre de Sept Ans. Gustave III, aidé par sa mère Louise-Ulrique de Prusse, inquiet face à la monté en puissance de l'empire russe, met en place en 1772 un coup d'état visant à redonner au roi les larges pouvoirs perdus en 1720 lors du Riksdag de la même année. Sous Adolphe-Frédéric, père de Gustave III et premier roi suédois de la maison de Holstein-Gottorp, plusieurs tentatives de restauration royale ont été tentées mais sans succès. Soutenu par la France, Gustave III parvient à forcer le Riksdag et mettre en place un pouvoir autoritaire en revenant au système de gouvernance d'avant 1680. Le pouvoir législatif est désormais partagé entre le roi et le Riksdag. Le droit de taxation de ce dernier est reconnu, mais on lui refusa le droit de s'immiscer dans l'administration de la justice et de l'administration, entièrement subordonnées au gouvernement. Celui-ci se composait toujours du roi et du conseil, mais le premier nommait désormais le second et avait en règle générale le droit de décider. Le roi est replacé au centre de l'autorité sans pour autant revenir à l'autocratie carolingienne. 
Grâce à une politique à la fois ferme et courtoise et avec le soutien de la France, le danger de guerre fut évité contre l'impératrice russe Catherine II, en colère face aux changements politiques suédois. Pour assurer la sécurité future du royaume, l'armée est améliorée sur terre et sur mer. 
Le gouvernement de Gustav III promeut également la science, l'art et la littérature, notamment en créant l'Académie suédoise.

## Contestations et crise
Le nouveau système est soutenu à ses débuts mais plusieurs points de tensions font vite leur apparition. Gustave III était un partisan d'un despotisme éclairé ce qui entraina un début de schisme entre son règne et l'expérience constitutionnelle de l'ère de la liberté. Grâce à des zones de flou dans le nouveau système, le roi peut gouverner avec un conseil privé et contrecarrer la responsabilité du Riksdag. Le droit de remontrance du Riksdag est supprimé. 
Un mécontentement général va petit à petit s'installer avec des abus de pouvoir du roi.